# تریازان
تریازان (به انگلیسی: Triazane) با فرمول شیمیایی N
۳H
۵ یک ترکیب شیمیایی با شناسه پاب‌کم ۴۴۶۹۵۳ است. که جرم مولی آن ۴۷٫۰۵۹۸ g/mol می‌باشد. 